# 双板斑叶兰
双板斑叶兰（学名：Goodyera bilamellata）为兰科斑叶兰属下的一个种。

## 扩展阅读
- 維基物種上的相關：双板斑叶兰